# Éliane Petit de La Villéon
Pour les articles homonymes, voir Petit et La Villéon.
Éliane Petit de La Villéon, souvent répertoriée sous le nom Éliane de La Villéon, est une artiste peintre, graveuse et sculptrice française née à Bordeaux le 11 février 1910 et morte à Paris 7e le 4 mai 1969.

## Biographie

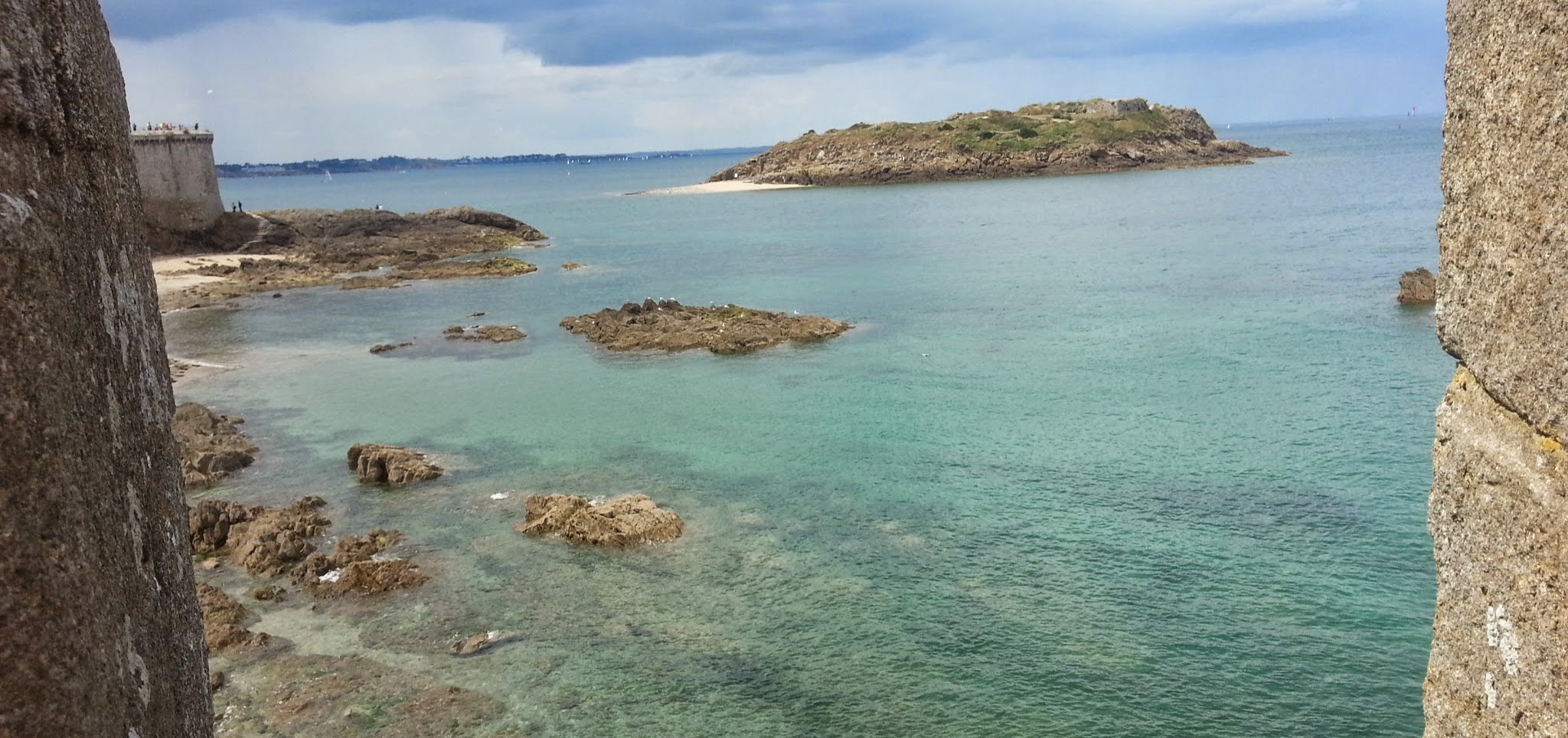
Saint-Malo, où Éliane Petit de La Villéon vécut son enfance.

Plus qu'à Bordeaux où elle est née, Éliane Petit de La Villéon demeure depuis son enfance malouine attachée à la Bretagne dont sa famille est originaire. La peinture est le violon d'Ingres de son grand'père, l'avocat rennais Loïc Petit de La Villéon, tout comme de son père, le chirurgien Emmanuel Petit de La Villéon (1875-1967), reconnu pionnier de la technique d'extraction des projectiles dans le poumon dont il a publié le mode opératoire. Le patronyme Petit de la Villéon ayant fait l'objet de la part de la famille de La Villéon d'une procédure juridique en revendiquant l'exclusivité pour une branche installée en Amérique latine, elle continue de signer ses œuvres La Villéon après son mariage avec Jacques Barbou (le cachet de sa vente d'atelier, après sa mort, indiquera uniquement Éliane Petit).
Élève de l'École nationale supérieure des arts décoratifs, elle s'installe successivement au 8, rue Denfert-Rochereau et au 62, boulevard de la Tour-Maubourg dans le 7e arrondissement de Paris. Sa peinture (huiles sur toiles et aquarelles), si elle compte des portraits et des natures mortes, énonce sa nette prédilection pour les paysages situés dans les villes d'eau, essentiellement en Bretagne, mais aussi à Paris, à Bruges, à Venise, à Londres, à Amsterdam ainsi qu'en Afrique du Nord (la Vallée du Toudra).
Sa présidence du Salon de l'Union des Femmes peintres et sculpteurs manifeste le souci du professionnalisme et de la rigueur dans les choix, ainsi qu'elle l'exprime elle-même en 1964 : « Nous ne sommes plus à l'époque de l'amateurisme. Nous avons refusé cette année plus de trois cent envois. Pour que notre Salon ait une raison d'être, il faut que notre sélection soit draconienne ».
Morte en 1969, Éliane Petit de La Villéon repose dans la sépulture de la famille Barbou, dans la 43e division du cimetière du Père-Lachaise à Paris. Evan de Lapeyrière, sa consœur de l'Union des femmes peintres et sculpteurs, sculpta son buste en bronze et Yves Brayer a peint son portrait.

## Expositions

### Expositions personnelles
- Exposition sous la présidence du baron d'Arnauld de Vitrolles, ambassadeur de France aux Pays-Bas, Amsterdam, mars 1938[10].
- Galerie Durand-Ruel, Paris, mai 1955.
- Galerie André Weil, Paris, mai 1955.

### Expositions collectives
- Galerie Briand, Rennes, exposition conjointe avec Étienne Blandin (1903-1991), 1935[11]
- Salon d'Automne, Paris, à partir de 1936 (deux vues de Saint-Malo)[5], dont 1940 (Cathédrale Notre-Dame de Paris)[12].
- XIIe Salon des artistes bordelais, musée des beaux-arts de Bordeaux, mai-juin 1946[6].
- Salon de mai de Bordeaux, musée des beaux-arts de Bordeaux, mai 1947[13].
- Salon de l'Union des femmes peintres et sculpteurs, Paris, mai 1955 : Vue du Nil[14].
- Participations non datées : Salon de la Société nationale des beaux-arts, Salon des Tuileries, Salon des indépendants[7].

### Ventes aux enchères
- Pierre Cornette de Saint-Cyr, commissaire-priseur, cent vingt tableaux par Éliane Petit dite La Villéon, Paris, hôtel Drouot, 1er mars 1976[2].

## Réception critique
- « Bien qu'elle ait relativement peu exposé hors des manifestations collectives, Éliane Petit dite de La Villéon est très connue des amateurs pour ses paysages de Provence, ses vues de Paris, ses natures mortes. Rien n'est laissé au hasard, dans une œuvre construite sur un thème classique ; elle excelle dans l'art spontané de l'aquarelle largement traitée dans un style volontairement dépouillé. Mais, fidèle à ses origines, à la tradition de sa province, le peintre s'attache par-dessus tout à chanter le mariage indissoluble de la terre bretonne et de la mer. Là encore, coexistent huiles et aquarelles : ce sont ces dernières qui séduisent le plus, suggèrent l'atmosphère si caractéristique des calmes horizons marins ou marquent par de violentes oppositions de couleurs les combats de la vie aquatique grouillante et mystérieuse. » - Françoise de Perthuis[2]
- « Des paysages de Paris, de Venise et de New York, des aquarelles et des toiles baignées d'un sentiment de douceur gaie et tranquille par une artiste qui fut présidente de l'Union des femmes peintres. » - Gérald Schurr[15]

## Distinction
- Chevalier de la Légion d'honneur

## Collections publiques

### Algérie
- Alger, musée national des Beaux-Arts d'Alger.

### France
- Paris :
  - Palais Bourbon, Paris, Marine en bleu, aquarelle 33,5x48,5cm, avant 1951 (dépôt du Centre national des arts plastiques)[16].
  - Département des estampes et de la photographie de la Bibliothèque nationale de France : 
    - Marine, 1953, pointe-sèche ;
    - L'Institut, 1954, pointe-sèche.

  - Musée d'Art moderne de la ville de Paris : Pêcheur matinal sur la Seine, aquarelle sur contreplaqué 47x58,8cm, vers 1958, dessin[17].
  - Secrétariat d'État chargé de la jeunesse et des sports, Souk de Tunis, huile sur toile 60x73cm, avant 1936 (dépôt du Centre national des arts plastiques)[18].
  - musée national d'Art moderne.
- Fonds national d'art contemporain, Puteaux, Saint-Malo après la guerre, huile sur toile 60x81cm, vers 1946[19].
- Rennes, musée des Beaux-Arts.

### Royaume-Uni
- Cambridge, Fitzwilliam Museum.